# Mehmed III
Mehmed III (ou Mehmet III) (né le 26 mai 1566 à Manisa et mort le 22 décembre 1603 à Constantinople) est le 13e sultan ottoman et un calife de l’islam. Fils et successeur de Mourad III, il règne de 1595 à 1603.

## Biographie
Le 28 janvier 1595, peu après son accession au trône, il ordonne l'exécution de ses 18 frères encore en vie.
Son règne est marqué par des difficultés croissantes en politique extérieure, notamment par la guerre menée contre les Habsbourg. L'événement majeur du règne fut d'ailleurs la guerre de Hongrie (1596-1605), au cours de laquelle il bat les Habsbourg à la bataille de Mezokeresztes.
En recherche d'alliés, il renoue les relations commerciales avec la France en signant de nouvelles Capitulations à Constantinople (1597), après avoir reçu l'ambassadeur d'Henri IV, François Savary de Brèves. Les liens entre la France et les Échelles du Levant s'étaient quelque peu distendus en raison des guerres de religion en France d'une part, et de l'essor de la piraterie en Méditerranée d'autre part.
En 1598, un chef mercenaire, Karayazıcı Abdülhalim, réunit sous sa bannière les bandes mercenaires de l'Anatolie, et commence à lever ses tributs sur les villes du pays comme s'il était le gouverneur d'un district. Il fait exécuter l'émissaire de la Couronne, dépêché pour reprendre en main la région. Le sultan Mehmed lui offre alors le gouvernement de Çorum, mais il décline l'offre et lorsque l'armée ottomane l'attaque, il se replie avec son armée dans Urfa, et soutient le siège du château pendant 18 mois ; mais craignant une mutinerie dans son armée, il tente une sortie, est défait par les forces impériales et meurt de mort naturelle en 1602. Son frère Deli Hasan s'empare alors de Kütahya, dans l'ouest de l'Anatolie, mais ses partisans et lui-même sont apaisés par l'octroi de gouvernorats.
Le règne de Mehmed III a mauvaise réputation. Même à l’aune violente des traditions fratricides ottomanes, il marque l’histoire en faisant assassiner dix-neuf de ses frères et demi-frères pour asseoir son pouvoir,,. Sa mère, la Sultane validé Safiye Sultan, assure une sorte de régence du pouvoir. Mehmed délaisse les affaires de l’État pour s'occuper de son harem en y donnant des fêtes somptueuses. Après lui la pratique du fratricide pour asseoir le pouvoir du sultan disparait, ses successeurs se contentant d'enfermer les autres prétendants dans divers sérails. À sa mort, son fils, Ahmed Ier (1603-1617),lui succède.

## Mariages et descendance

### Fils (entre autres)
- Mahmoud, exécuté le 6 juin 1603
- Ahmed Ier né en 1590 et mort en 1617.
- Moustafa Ier né en 1591 et mort en 1639.